# Милан Мартич

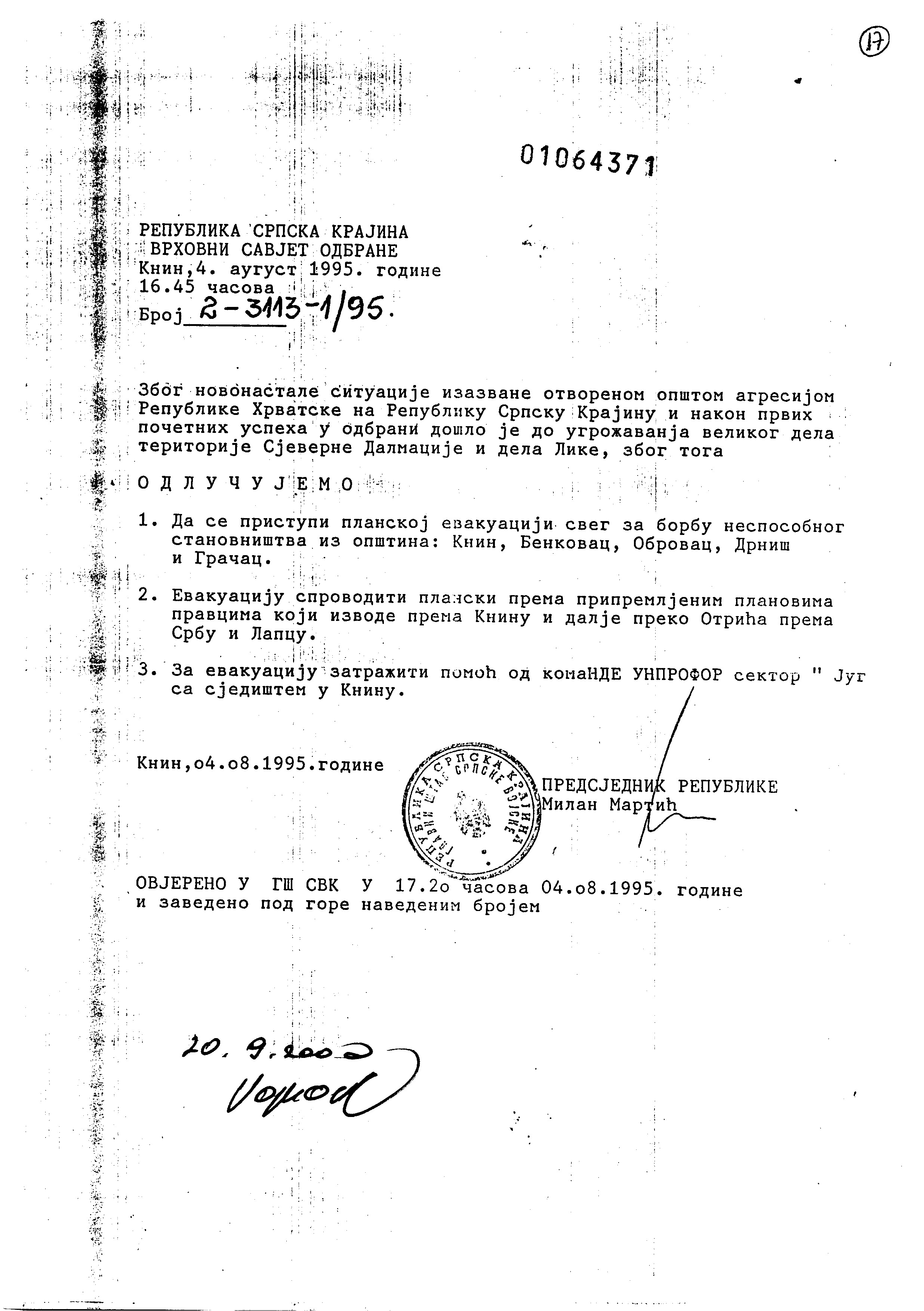

Милан Мартич (серб. Милан Мартић, р. 18 листопада 1956, Жагрович) — сербський політик, президент Республіки Сербська Країна в 1994 — 1995 роках. Лідер сербських сепаратистів Хорватії. 12 червня 2007 засуджений Гаазьким трибуналом до 35 років ув'язнення за звинуваченням у переслідуванні, вбивствах, затриманнях, тортурах, жорстокому поводженні, нападах на мирне населення, насильницькій депортації несербського населення, руйнуванні релігійних об'єктів, грабежах майна боснійців і хорватів, що проживали в Сербській Країні, Цазінській Країні і Загребі.

## Біографія
Милан Мартич закінчив поліцейське училище в Загребі, працював у поліції Шибеника, пізніше — молодшим інспектором поліцейським у Книні. Через деякий час став начальником поліцейської дільниці у Книні.
В 1990 році очолив сербське цивільне ополчення. Із 1991 до 1995 року обіймав кілька важливих посад в уряді Сербської Країни.
Під час президентських виборів у Сербській Країні 1993 Мартича підтримав Слободан Милошевич. Мартич балотувався від Сербської партії соціалістів, яка отримувала значну фінансову підтримку від Соціалістичної партії Сербії Милошевича. У другому турі виборів в 1994 році він був обраний президентом і залишався при владі аж до падіння Сербської Країни в ході операції «Буря», проведеної Хорватією в 1995 році.
В 2002 році Мартич був переданий Гаазькому трибуналу. Згідно з офіційним обвинуваченням Гаазького трибуналу, він сприяв організації етнічних чисток, спрямованих проти хорватів та інших несербських народів Країни, де було знищено або депортовано практично все несербське населення — 78 тисяч осіб. Спочатку звинувачувався лише в керівництві ракетним обстрілом Загреба у відповідь на зроблену Хорватією операцію «Блискавка». У результаті обстрілу загинуло семеро цивільних осіб. Пізніше Мартич виступив на телебаченні й радіо Сербії та визнав, що санкціонував обстріл.
Милан Бабич, один з найважливіших лідерів хорватських сербів, під час суду над Мартичем заявив, що вся відповідальність за війну в Хорватії лежить на Мартичі, керівництво яким здійснювалося з Белграда.
У червні 2009 року Мартич був переведений для відбування покарання в Тартуську в'язницю (Естонія).